# Dragon Systems
 (mars 2025).
Dragon Systems était une entreprise américaine spécialisée dans les technologies de reconnaissance vocale, fondée en 1982 et basée à Newton dans le Massachusetts. L'entreprise est principalement connue pour avoir développé le logiciel de reconnaissance vocale Dragon NaturallySpeaking.

## Histoire

### Fondation et premières années
Dragon Systems a été fondée en 1982 par les docteurs James et Janet Baker, tous deux chercheurs en reconnaissance vocale et anciens étudiants de l'Université Rockefeller. Le couple Baker avait travaillé sur des algorithmes de reconnaissance vocale depuis les années 1970, notamment au sein d'IBM et du DARPA. Leur vision était de rendre les ordinateurs plus accessibles grâce à des interfaces vocales naturelles.
Dans les années 1980, Dragon a commencé à développer des systèmes de reconnaissance vocale pour diverses applications industrielles et gouvernementales. L'entreprise a initialement fourni sa technologie à d'autres sociétés avant de se lancer dans le développement de produits grand public.

### Percée commerciale
La première version grand public significative de Dragon est arrivée en 1990 avec Dragon Dictate, un système de reconnaissance vocale qui fonctionnait sur PC. Bien que révolutionnaire pour l'époque, le système nécessitait que les utilisateurs fassent une pause entre chaque mot.
La véritable percée est venue en 1997 avec le lancement de Dragon NaturallySpeaking, le premier logiciel de reconnaissance vocale grand public capable de comprendre la parole continue à un rythme normal. Cette innovation a marqué un tournant décisif dans le domaine de la reconnaissance vocale pour les ordinateurs personnels. NaturallySpeaking permettait aux utilisateurs de dicter du texte à une vitesse normale et de contrôler leur ordinateur par commandes vocales.

### Expansion et reconnaissance
Entre 1997 et 2000, Dragon Systems a connu une période d'expansion rapide. L'entreprise a développé différentes versions de son logiciel pour diverses applications, notamment :
- Des versions pour le marché professionnel, en particulier dans les domaines juridique et médical
- Des adaptations pour différentes langues
- Des intégrations avec d'autres logiciels populaires

Dragon a reçu de nombreuses récompenses pour ses innovations technologiques et a été reconnue comme pionnière dans le domaine de la reconnaissance vocale. À la fin des années 1990, l'entreprise comptait plusieurs centaines d'employés et générait des revenus importants.

### Rachat et héritage
En juin 2000, Dragon Systems a été rachetée par la société belge Lernout & Hauspie Speech Products (L&H) pour environ 580 millions de dollars en actions. Cette acquisition s'est toutefois rapidement transformée en désastre lorsque L&H a fait l'objet d'un scandale comptable majeur et a fait faillite quelques mois plus tard.
En 2001, la technologie et les actifs de Dragon ont été acquis par ScanSoft pour seulement 39,5 millions de dollars. En 2005, ScanSoft a acquis Nuance Communications pour 221 millions de dollars et a adopté le nom de Nuance. Les fondateurs de Dragon, James et Janet Baker, ont intenté une action en justice contre leurs conseillers financiers pour avoir mal géré la vente à L&H, et ont obtenu un jugement de 12,8 millions de dollars contre Goldman Sachs en 2013.
Sous Nuance Communications, la technologie Dragon a continué à évoluer et le nom "Dragon" est resté une marque reconnue dans le domaine de la reconnaissance vocale. En 2021, Microsoft a acquis Nuance Communications pour 19,7 milliards de dollars, intégrant ainsi l'héritage technologique de Dragon dans son portefeuille.

## Technologie

### Fonctionnement
La technologie de reconnaissance vocale de Dragon utilisait des modèles statistiques avancés appelés modèles de Markov cachés (HMM) pour analyser la parole. Le système convertissait les ondes sonores en texte en plusieurs étapes :
1. Capture du signal audio
2. Prétraitement et extraction des caractéristiques
3. Analyse phonétique
4. Analyse contextuelle et linguistique
5. Conversion en texte écrit

Le logiciel permettait également aux utilisateurs de "former" le système à leur voix et leur vocabulaire, augmentant ainsi la précision de la reconnaissance au fil du temps.

### Impact et applications
La technologie Dragon a eu un impact significatif dans plusieurs domaines :
Accessibilité : Elle a permis aux personnes souffrant de handicaps physiques, comme les troubles musculosquelettiques ou la paralysie, d'utiliser des ordinateurs et de rédiger des documents.
Productivité professionnelle : Dans des domaines comme le droit et la médecine, où la documentation est intensive, la dictée vocale a considérablement amélioré l'efficacité.
Évolution des interfaces : Dragon a contribué à ouvrir la voie aux assistants vocaux modernes et aux interfaces vocales naturelles que nous utilisons aujourd'hui.

## Produits notables

### Dragon Dictate
Lancé en 1990, Dragon Dictate était le premier produit grand public de l'entreprise. Il nécessitait une pause entre chaque mot (reconnaissance vocale discrète) et exigeait une formation approfondie, mais représentait néanmoins une avancée majeure pour l'époque.

### Dragon NaturallySpeaking
Lancé en 1997, Dragon NaturallySpeaking a été le premier logiciel de reconnaissance vocale grand public capable de comprendre la parole continue à vitesse normale. Initialement, le logiciel nécessitait environ 30 minutes de formation vocale et offrait une précision d'environ 92%. Les versions ultérieures ont considérablement amélioré ces performances.
Au fil des années, plusieurs éditions ont été développées pour différents marchés :
- Standard Edition pour les utilisateurs domestiques
- Professional Edition avec des fonctionnalités avancées
- Legal Edition adaptée au vocabulaire juridique
- Medical Edition pour les professionnels de la santé

## Héritage et influence
Bien que Dragon Systems en tant qu'entreprise indépendante ait disparu en 2000, son influence sur la technologie de reconnaissance vocale persiste. La technologie Dragon a évolué sous Nuance Communications et continue d'être développée sous Microsoft.
L'héritage le plus important de Dragon Systems est peut-être d'avoir démontré que la reconnaissance vocale naturelle était possible sur des ordinateurs personnels à une époque où cette idée semblait futuriste. Les travaux pionniers de l'entreprise ont jeté les bases des interfaces vocales que nous utilisons quotidiennement aujourd'hui, des assistants virtuels comme Siri et Alexa aux systèmes de dictée intégrés aux appareils mobiles.